# Krystyna Kowalczyk
Krystyna Anna Kowalczyk (ur. 8 marca 1945 w Łodzi) – polska opozycjonistka z czasów PRL, więzień polityczny, nauczycielka języka polskiego.
Ukończyła filologię polską i teologię, jest absolwentką Uniwersytetu Łódzkiego. Zatrudniona w XXX LO w Łodzi założyła tam Niezależny Samorządny Związek Zawodowy „Solidarność”. W marcu 1982 została odsunięta od nauczania przez władze oświatowe które zostały do tego zobowiązane uchwałą Podstawowej Organizacji Partyjnej PZPR. 10 maja 1982 została aresztowana podczas egzaminów maturalnych i internowana w Ośrodku Odosobnienia w Gołdapi (od 10 maja do 25 czerwca 1982).
Do 1992 pracowała jako polonistka w kilku szkołach. 25 marca 2009 za wybitne zasługi w działalności na rzecz przemian demokratycznych, za osiągnięcia w podejmowanej z pożytkiem dla kraju pracy zawodowej i społecznej została odznaczona przez prezydenta Lecha Kaczyńskiego Krzyżem Kawalerskim Orderu Polonia Restituta.